# Edvin Stålfelt
Per Edvin Stålfelt, född 16 oktober 1882 i Osby socken, död 20 augusti 1964 i Stockholm, var en svensk skolman.
Edvin Stålfelt var son till lantbrukaren Nils Persson och bror till Gottfrid Stålfelt. Han avlade folkskollärarexamen i Växjö 1903. Samma år anställdes han som lärare vid Stockholms folkskolor och blev ordinarie där 1905. Stålfelt tog studentexamen i Stockholm 1912. Han förordnades 1920 till överlärare vid Hedvig Eleonora och Oscars folkskolor i Stockholm. 1929–1947 var han andre folkskolinspektör i Stockholm. Som sådan hade han bland annat att handlägga en stor mängd personalfrågor. Stålfelt hade tidigt ett intresse för lärarkårens organisationsarbete och innehade flera poster inom lärarkåren. 1917–1924 var han ordförande i Stockholms folkskollärarförening, 1918–1922 kassaförvaltare i centralstyrelsen för Sveriges allmänna folkskollärarförening, 1923–1928 sekreterare där samt 1931–1932 ordförande. Kortare tid var han även medredaktör för Svensk lärartidning. Åren 1941–1948 var Stålfelt ledamot av Statens läroboksnämnd. Han är begravd på Bromma kyrkogård.